# Сироїжка чорно-пурпурова
Сироїжка чорно-пурпурова (Russula atropurpurea Peck) — їстівний гриб з родини сироїжкових  (Russulaceae).

## Будова
Шапинка 5-10(15) см у діаметрі, щільном'ясиста, опукла, згодом опукло- або горбкуваторозпростерта, часто в центрі увігнута, темно-червона, пурпурово-фіолетова, оливкувата-темно-фіолетова, у центрі більш-менш вохряна; оливкувата, зеленкувата або чорна, не вицвітає, гола, клейкувата, з рівним або хвилястим, тупим, гладеньким краєм. Шкірка знімається до половини шапки.
Гіменофор пластинчастий. Пластинки білі, пізніше жовтуваті.
Спорова маса біла. Спори 8-10 Х 7-9 мкм, шипасті.
Ніжка 4-8 Х 1-3 см, щільна, біла, іноді з рожевим відтінком, пізніше біля основи сіріє та коричневіє.
Мякуш білий, у молодому стані їдкуватий, з часом солодшає, сіріє, згодом коричневіє, при розрізуванні трохи сіріє, з гострим неприємним запахом.

## Поширення та середовище існування
Зустрічається по всій Україні у листяних (букових, дубових) та хвойних (соснових) лісах; у жовтні.

## Практичне використання
Їстівний гриб, використовують свіжим.